# Hellegatsplaten
Hellegatsplaten is een natuurgebied in de gemeente Goeree-Overflakkee in Zuid-Holland. Het gebied is ongeveer 350 ha groot, hiervan is 300 ha land en 50 ha water. Vanwege de grote variatie van bijzondere planten en dieren is het een beschermd natuurgebied. Het beheer wordt gevoerd door Staatsbosbeheer.

## Gebiedsbeschrijving

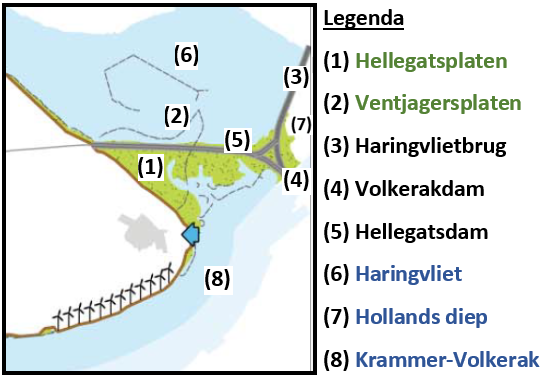
Situering Hellegatsplaten

Hellegatsplaten ligt aan het Volkerak en is zuidelijk gelegen van de Hellegatsdam. De Hellegatsdam maakt samen met de Volkerakdam en de Haringvlietbrug deel uit van het vijfde Deltawerk. Deze drie bouwwerken komen samen op een kunstmatig eiland waar het verkeersplein Hellegatsplein op ligt. Door de bouw werden het Volkerak, het Hollands Diepen het Haringvliet van elkaar gescheiden. Het Volkerak is daarnaast aan de zuidkant gescheiden van het Grevelingenmeer sinds de bouw van de Philipsdam. Hellegatsplaten is sindsdien ingrijpend veranderd. Het Volkerak is zoet geworden en in plaats van eb en vloed is er een gefixeerd waterpeil. Hierdoor zijn de slikken en gorzen drooggevallen en is er grasland, struwelen en bos gekomen.

## Geschiedenis
De naam Hellegatsplaten verwijst naar het water op de plek waar nu het kunstmatige eiland van het Deltawerk ligt. Dit water heette het Hellegat, omdat er door het contact tussen zout en zoet water sterke stromingen ontstonden die diepe geulen vormden. Dit maakte van het Hellegat een verraderlijk gebied voor passerende schepen. De naam Hellegatsplaten is echter pas sinds de bouw van de Hellegatsdam in gebruik, toen de Ventjagersplaten in twee delen werden gescheiden. Het gedeelte zuidelijk van de Hellegatsdam kreeg de naam Hellegatsplaten en alleen het noordelijk deel behield de naam Ventjagersplaten.

#### De bouw van de Deltawerken in het Hellegat
De bouw van het vijfde Deltawerk vond plaats tussen 1957 en 1969. Als eerste werd begonnen aan de bouw van de Hellegatsdam die in 1960 is voltooid. Hierna werd de Volkerakdam gebouwd die het kunstmatige eiland met Noord-Brabant verbond. De Volkerakdam bestond uit een vast stuk dam en een sluis om de scheepvaart in stand te houden. Daarnaast diende de sluis om te voorkomen dat er te veel zoet water van de Maas en de Waal met het Zeeuwse water vermengde. Als laatste werd de Haringvlietbrug gebouwd, met opzet geen dam, zodat het zoete water van het Hollands Diep het Haringvliet in kon stromen.

## Beheer
Als gevolg van de afsluiting, na de bouw van de Philipsdam in 1987, is het Krammer-Volkerak doorgespoeld met zoet water. Het waterpeil in het gebied wordt ongeveer op N.A.P. gehouden met een permanente drooglegging van 2470 ha schorren en slikken als gevolg. Sindsdien liggen de slikken Hellegatsplaten, Krammerse slikken, slikken van de Heen, Dintelse gorzen en Prinsesseplaat droog. Tot 1990 lag het beheer van het gebied bij Rijkswaterstaat, die de drooggevallen gronden met rust liet. In september 1990 vond een overdracht van het beheer aan drie instanties plaats. Deze instanties zijn Staatsbosbeheer, Natuurmonumenten en Het Zeeuwse Landschap. Het beheerplan wordt uitgevoerd door Staatsbosbeheer. De doelstelling van het beheerplan is het in stand houden van een half open landschap met afwisselend bos, struweel, open vlaktes en water. Voor de uitvoering van het beheerplan wordt er gebruik gemaakt van grote grazers: rond de 80-90 heckrunderen en 30-35 fjordenpaarden. Zij houden door te grazen het landschap halfopen. Als er te veel bos en struweel in het gebied is, worden er heckrunderen bij geplaatst en als er te weinig is, worden er runderen weggehaald. Het aantal in te zetten paarden wordt bepaald aan de hand van de hoeveelheid in het gebied aanwezige brandganzen. Zowel paarden als ganzen begrazen het relatief korte gras.
Het beheer van Hellegatsplaten omvat ook het beschermen van de oevers tegen golfslag. Omdat het getij op Hellegatsplaten is verdwenen kan de oever eerder beschadigd raken door golven. Om dit probleem op te lossen is er vooroeverbescherming in de vorm van een stenen dam aangelegd.

## Ecologie
De diversiteit in vegetatie in het gebied is hoog: in het gebied groeien onder andere guldenroede, jacobskruiskruid, rode ogentroost en twee zeldzame soorten, de rietorchis en heemst. Er zijn verschillende habitattypen in het gebied te vinden: duindoornstruwelen, vochtige duinvalleien, schorren en zilte graslanden en pioniersbegroeiingen. Deze laatste habitattypen hebben te maken met de trage ontzilting van de zout vasthoudende kleibodem. Hierdoor zijn zilte pioniersoorten zoals zeekraal en melkkruid in staat op een aantal deelgebieden van de platen te groeien. De successie van de vegetatie die sinds het droogvallen van de platen in gang is gezet, is nog volop gaande. De ontwikkelingen van de broedvogels en de trekvogels als ganzen zijn in hoge mate een afspiegeling van de vegetatiesuccessie, met een tijdelijke opkomst van pioniers zoals kale grondbroeders (plevieren, sterns) en gras- en zaadeters. Ten behoeve van kustbroedvogels werden vóór de oever kunstmatige eilanden aangelegd. Vooral tijdens het zomerhalfjaar verblijven op de begraasde terreindelen, in de kreken en op tussenliggende wateren grote concentraties watervogels. Brandganzen broeden er talrijk, verder ook grauwe ganzen en Canadese ganzen. Daarnaast is het een zeer belangrijk broedgebied voor broedvogels van schaars begroeide zandplaten (bontbekplevier, strandplevier) en schaars begroeide oevers met aangrenzend ondiep water (kluut). Deze habitats zijn tevens van belang voor meeuwen en sterns (zwartkopmeeuw, kleine mantelmeeuw, visdief, dwergstern). Vanaf begin juni 2016 worden er op de hoogspanningsmasten op Hellegatsplaten zo nu en dan ook zeearenden gesignaleerd. Tijdens de tijd van vleugelrui verzamelen zich op de Hellegatsplaten bergeenden, die begin juli naar hun ruiplaatsen vertrekken. En tot slot concentreren er zich niet-broedende brilduikers (12 % landelijk gemiddelde), meerkoeten, wilde eenden, krakeenden en kuifeenden.

## Recreatie
Het gebied is anno 2018 niet vrij toegankelijk, er zijn wel een vogelobservatiehut en een uitkijktoren. Er zijn plannen om de mogelijkheden voor recreatie uit te breiden. Zo komen er betere parkeermogelijkheden en wordt de bereikbaarheid van de observatiehut verbeterd. Daarnaast wil men het natuurgebied verbinden met de omliggende dorpen door middel van recreatieve routes.

## Galerij

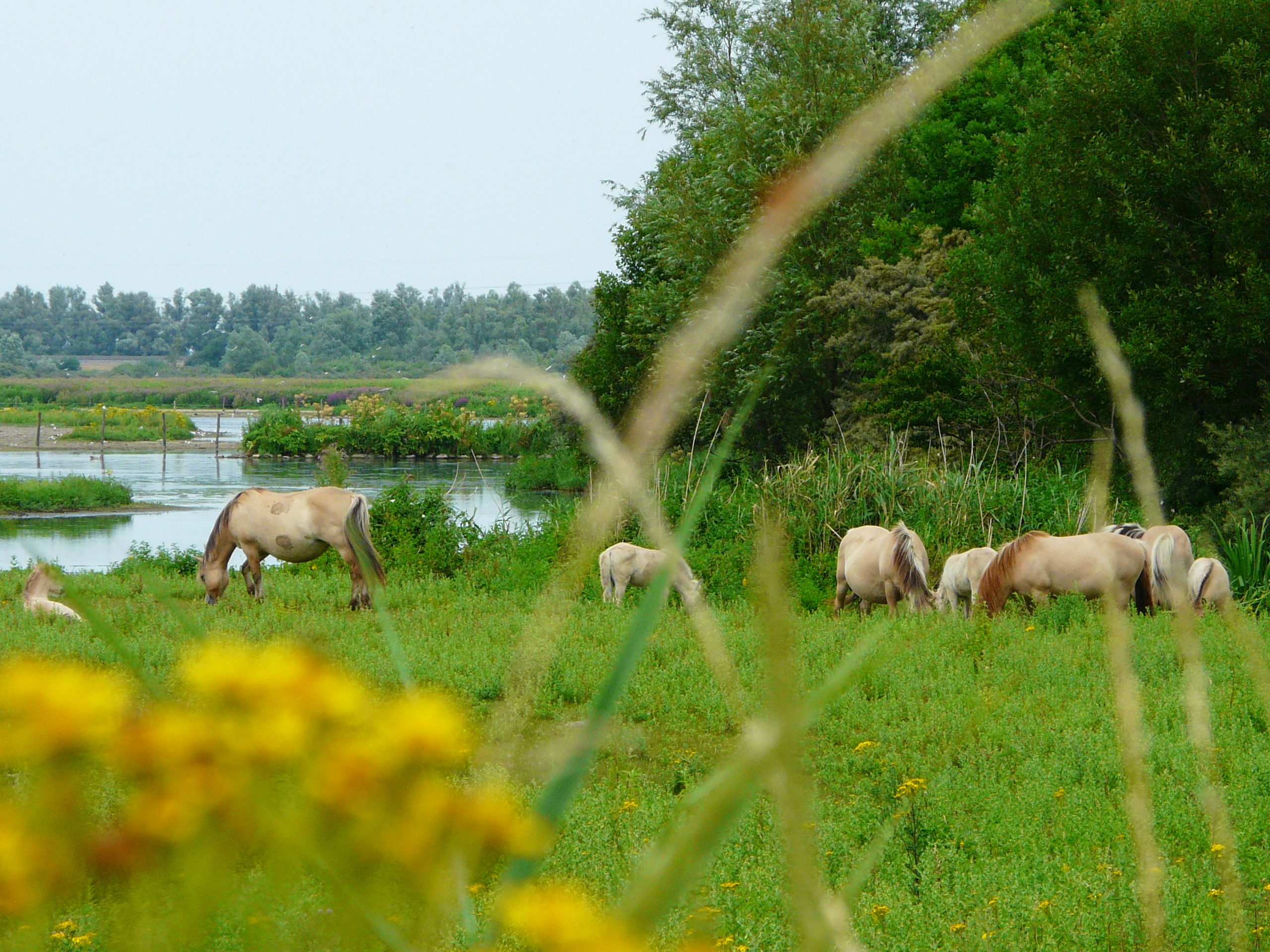
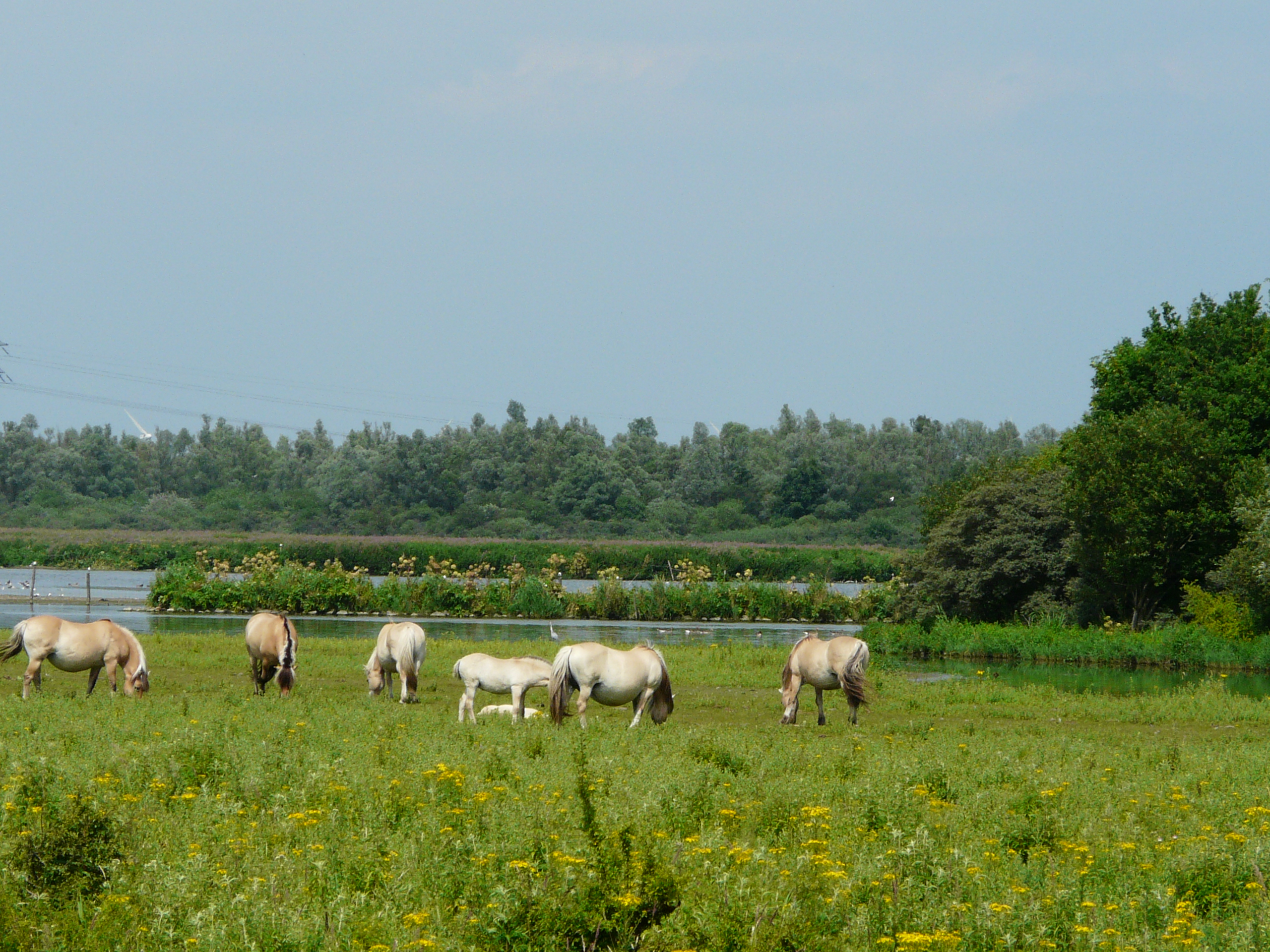
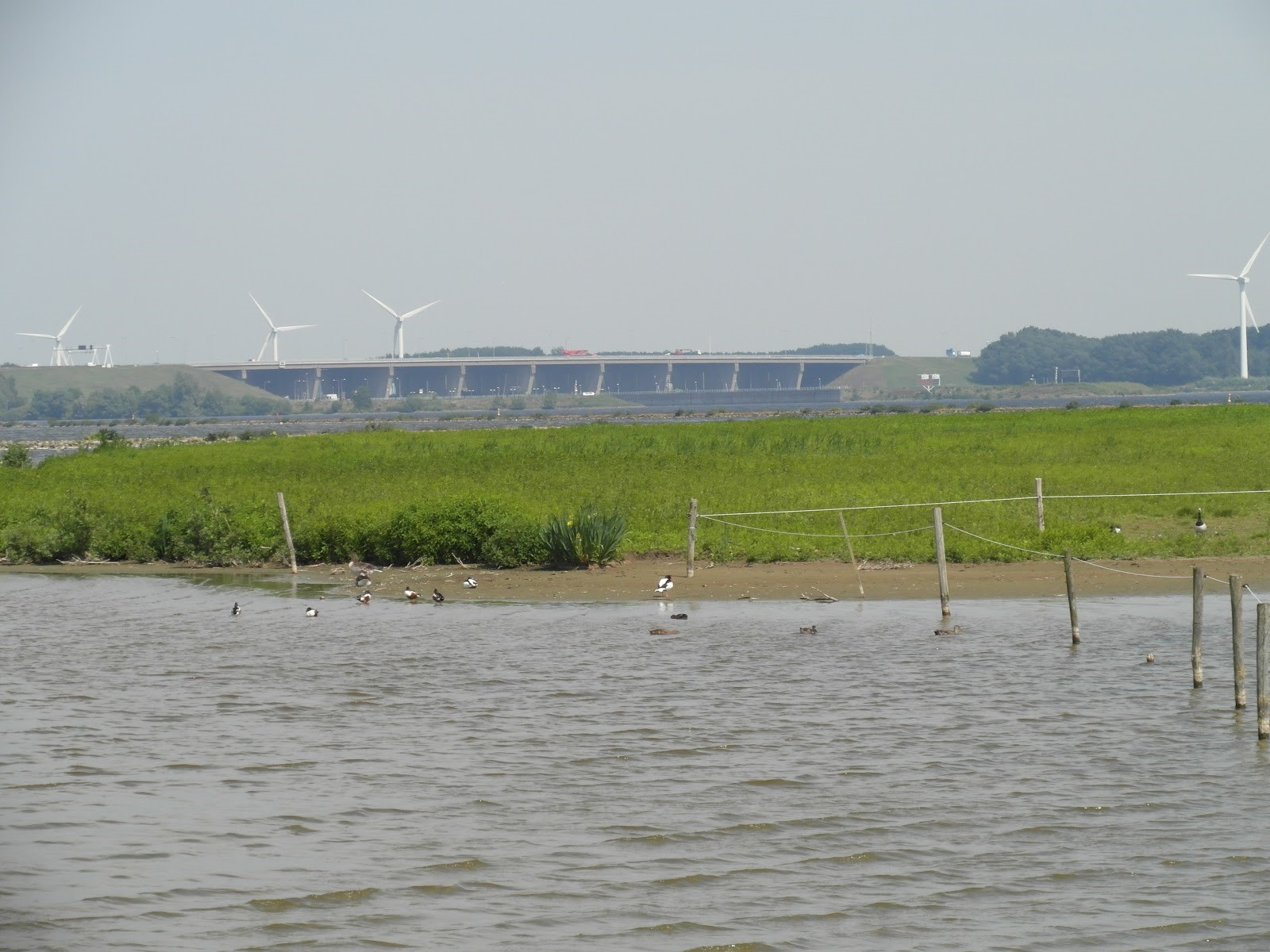
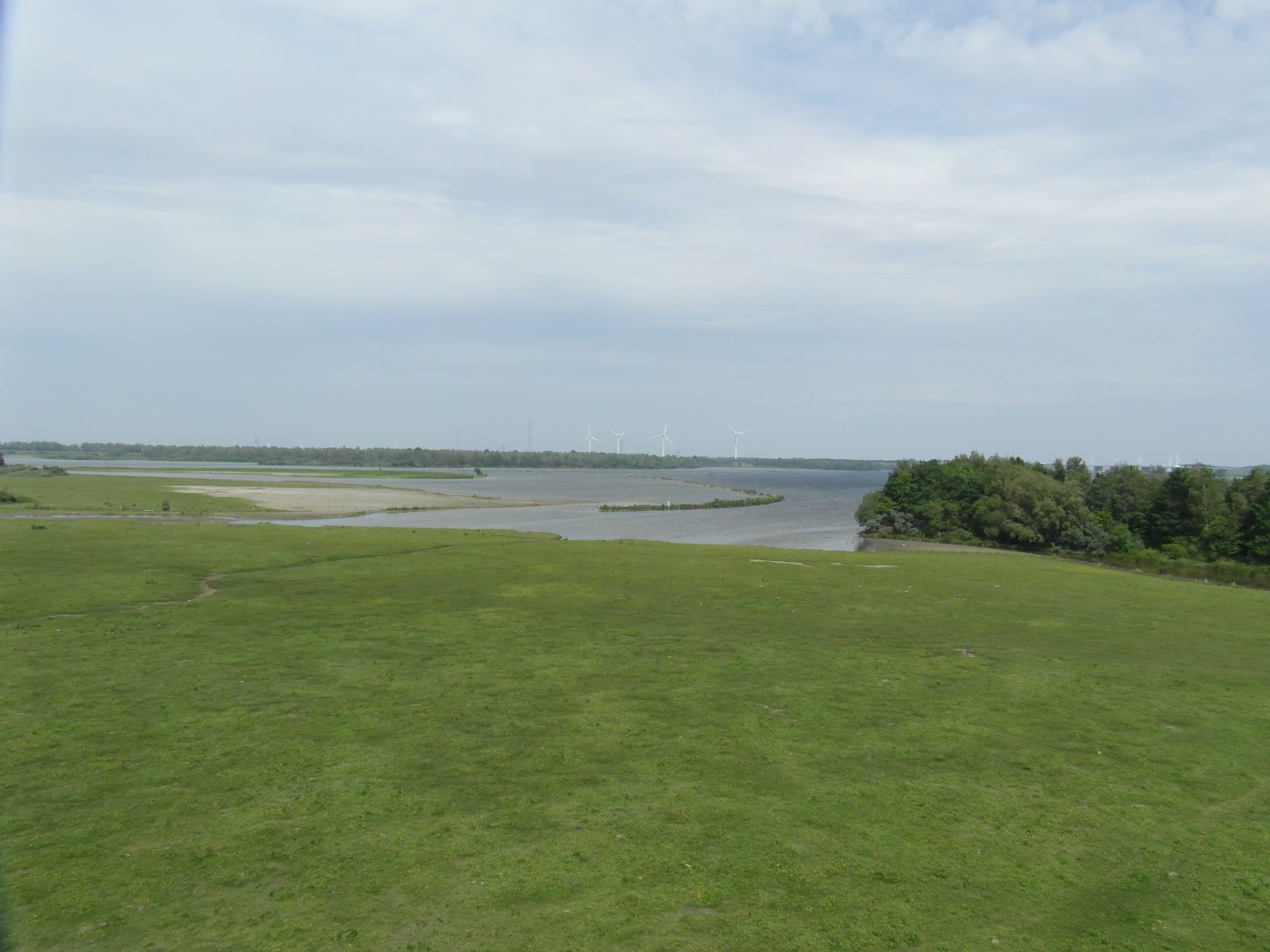
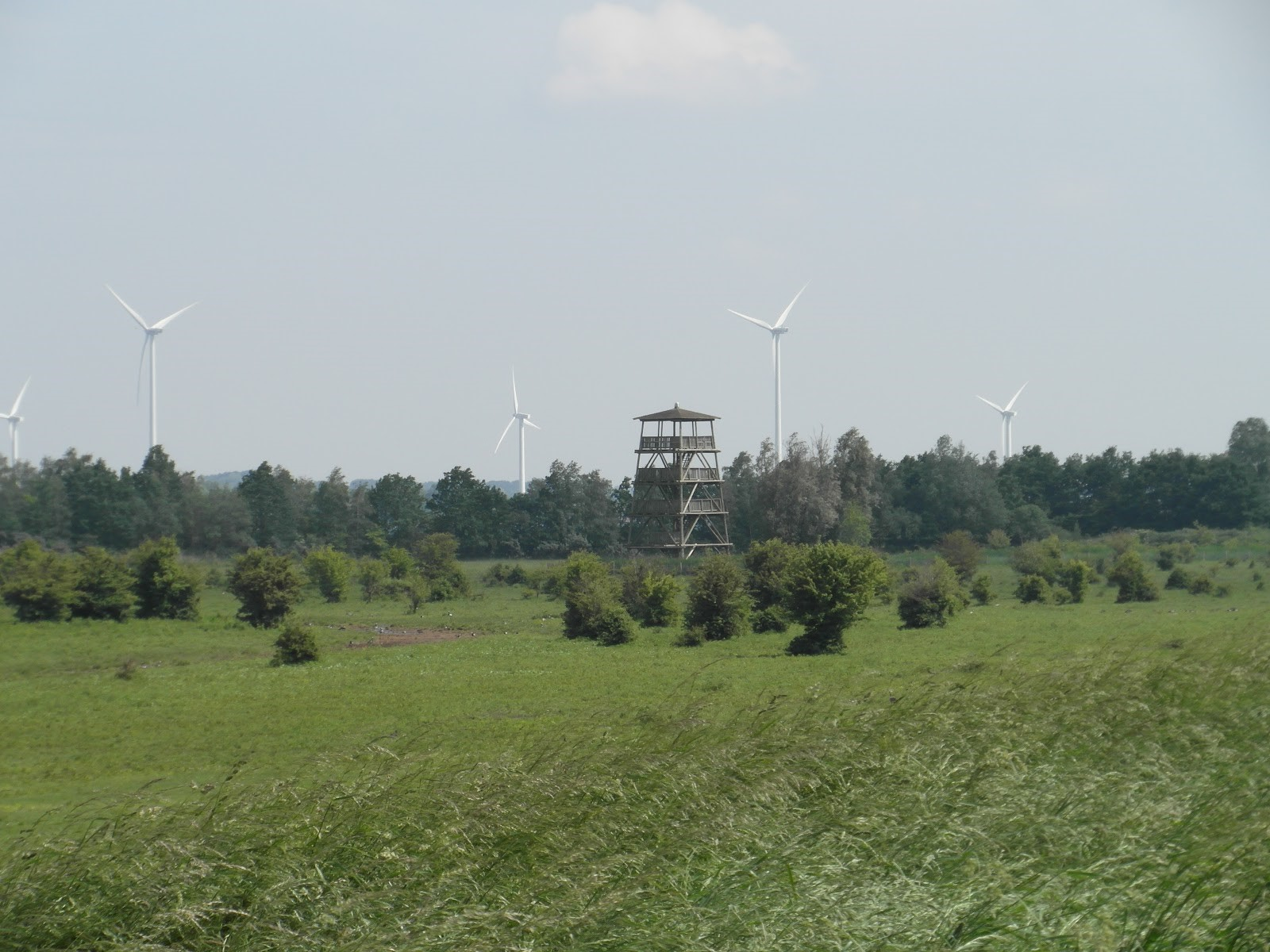